# Алексей Милер
Алексей Борисович Милер е руски икономист и държавник. Председател на Управителния съвет и заместник-председател на Съвета на директорите на ПАО Газпром. Доктор по икономика. Герой на труда на Руската федерация ( 2022 г. ).

## Биография

### Произход
Алексей Милер е роден на 31 януари 1962 г. в Ленинград. Майка – Людмила Александровна Милер (1936 – 2009), баща – Борис Василиевич Милер (1935 – 1986) . Родителите са работили в Изследователския институт по радиоелектроника към Министерството на авиационната промишленост на СССР . Алексей е учи, в училище номер 330 на Невски район на град Ленинград.
През 1984 г. завършва Ленинградския финансово-икономически институт. Н. НО. Вознесенски.

### Професионална дейност
През 80-те години той е част от кръга на икономистите-реформатори в Ленинград, чийто неофициален лидер е Анатолий Чубайс; през 1987 г. е член на клуб Синтез в Ленинградския дворец на младежта, който включва млади ленинградски икономисти и социални учени, сред които: Дмитрий Василиев, Михаил Дмитриев, Андрей Иларионов, Борис Лвин, Михаил Маневич, Андрей Прокофиев, Дмитрий Травин и други.
През юни 2002 г. е избран за президент на Европейския бизнес конгрес (от 2015 г. – Международен бизнес конгрес), заменяйки на този пост Рем Вяхирев.
На 18 май 2010 г. е избран за вицепрезидент на Руския футболен съюз.
През второто тримесечие на 2012 г. той заема поста председател на съвета на директорите на АД Руски хиподруми.

### Работа в Газпром
През февруари 2016 г. става известно за удължаването на договора на Милер за още 5 години.
В началото на 2010 г. Милер е класиран на трето място в класацията на Harvard Business Review за най-ефективните топ мениджъри в света. Експертите са проучили работата на две хиляди изпълнителни директори на компании, представянето на изпълнителните директори се измерва с доходите на акционерите по време на техния мандат. В същото време доходите са коригирани с отчитане на инфлацията и средните показатели за страната и сектора на икономиката.

## Санкции
На 6 април 2018 г. той е включен в санкционния „списък на Кремъл“ на САЩ сред 17 официални лица и седем бизнесмени от Русия, близки до В. Путин .
През март 2022 г., поради нахлуването на Русия в Украйна, Милър попадна под санкции на правителството на Обединеното кралство, които включват замразяване на активи и забрана за пътуване .

## Личен живот, хобита
Увлича се по конния спорт. Притежава ездитни жребци – Веселий (внос от САЩ ) и Миризлив. Жребците многократно са печелили награди и са чистокръвни .
Алексей Милър често може да бъде видян на мачовете на ФК Зенит, чийто генерален спонсор е Газпром .